# Adela Noriega
Pour les articles homonymes, voir Noriega.
Adela Amalia Noriega Méndez (née le 24 octobre 1969 à Mexico), est une actrice mexicaine.

## Biographie
Noriega est née Adela Amalia Noriega Méndez à Mexico, au Mexique. Son père est mort alors qu'elle était à peine adolescente et sa mère est morte d'un cancer en 1995. Elle a une sœur aînée et un frère plus jeune qu'elle. Noriega est découverte à l'âge de douze ans par un agent artistique pendant qu'elle était dans un centre commercial avec sa mère. Peu après, elle commence à apparaître dans des publicités à la télévision et dans des clips vidéos. De même, elle participe à des vidéos de Lucía Méndez (Corazón de fresa) et de Luis Miguel (Palabra de honor).

## Carrière
Elle débute à la télévision en intégrant la célèbre émission comique, ¡¡Cachún cachún ra ra!!, en 1984. Ses premiers rôles sont dans les telenovelas Principessa et Juana Iris. Dans les deux elle interprète une adolescente antagoniste. En 1985, elle reçoit une récompense du journal Heraldo. Elle est élue la Débutante de l'année. La même année, elle participe aussi au film, Un sábado más, au côté de Pedro Fernández.

## Filmographie

### Télévision

#### Télénovelas
- 1984 : Principessa (Televisa) : Alina
- 1985 : Juana Iris (Televisa) : Romina
- 1986 : Yesenia (Televisa) : Yesenia
- 1987 : Quinceañera[5] (Televisa) : Maricruz Fernández
- 1988 - 1989 : Dulce desafío (Televisa) : Lucero Sandoval
- 1993 : Guadalupe[6] (Telemundo) : Guadalupe Zambrano Santos
- 1995 : María Bonita (RTI Colombia) : María Reynoso, dite María Bonita
- 1997 : María Isabel (Televisa) : María Isabel Sánchez
- 1998 : El privilegio de amar (Televisa) : Cristina Miranda
- 2001 :  El manantial (Televisa) : Adriana Valdéz Rivero
- 2003 : Amor Real (Televisa) : Beristain Peñalver
- 2005 : La esposa virgen (Televisa) : Virginia Alfaro
- 2008 : Fuego en la sangre (Televisa) : Sofía Elizondo Acevedo

#### Séries télévisées
- 1984 - 1987 : ¡¡Cachún cachún ra ra!! : Adela

### Cinéma
- 1984 : Los amantes del señor de la noche
- 1985 :  Un sábado más : Lucía